# Crabbes Creek
Crabbes Creek är en ort i Australien. Den ligger i kommunen Tweed och delstaten New South Wales, i den sydöstra delen av landet, omkring 640 kilometer norr om delstatshuvudstaden Sydney. Antalet invånare är 583.
Närmaste större samhälle är Pottsville Beach, omkring 11 kilometer nordost om Crabbes Creek. 
I omgivningarna runt Crabbes Creek växer i huvudsak städsegrön lövskog. Genomsnittlig årsnederbörd är 1 858 millimeter. Den regnigaste månaden är januari, med i genomsnitt 298 mm nederbörd, och den torraste är oktober, med 40 mm nederbörd.